# Equació de Kelvin
L'equació de Kelvin descriu la variació de la pressió de vapor d'una interfase líquid/vapor amb el radi {\displaystyle r} de la gota. S'utilitza per a la determinació de la distribució de mida de porus d'un medi porós mitjançant porosimetria d'adsorció. L'equació es diu així en honor de William Thomson, més conegut com a Lord Kelvin.
L'equació de Kelvin es pot escriure com
{\displaystyle \ln {p \over p_{0}}={2\gamma V_{\rm {m}} \over rRT}}
on {\displaystyle p} és la pressió de vapor actual,
{\displaystyle p_{0}} és la pressió de vapor de saturació
{\displaystyle \gamma } és la tensió superficial, {\displaystyle V_{\rm {m}}} és el volum molar, {\displaystyle R} és la constant universal dels gasos, {\displaystyle r} és el radi de la gota, i {\displaystyle T} és la temperatura.
La pressió de vapor en equilibri depèn de la mida de la gota.
- Si {\displaystyle p>p_{0}}, aleshores el líquid de les gotes s'evapora.
- Si {\displaystyle p<p_{0}}, el gas condensa a les gotes incrementant el volum d'aquestes.

A mesura que {\displaystyle r} augmenta, {\displaystyle p} disminueix i les gotetes es converteixen en líquid.
Si ara refredem el vapor, llavors {\displaystyle T} disminueix, però també ho fa {\displaystyle p_{0}}. Això significa que {\displaystyle p/p_{0}} incrementa a mesura que refredem. Podem considerar {\displaystyle \gamma } i {\displaystyle V_{\rm {m}}} constants, aproximadament, el que significa que el radi crític {\displaystyle r} també ha de disminuir.
Com més refredem un vapor, més petit és el radi crític. En última instància es fa tant petit com unes poques molècules i el líquid se sotmet a una nucleació homogènia i creix.